# Rosate
Rosate é uma comuna italiana da região da Lombardia, província de Milão, com cerca de 5.200 habitantes. Estende-se por uma área de 18 km², tendo uma densidade populacional de 289 hab/km². Faz fronteira com Gaggiano, Gudo Visconti, Noviglio, Noviglio, Morimondo, Vernate, Bubbiano, Calvignasco.

## Demografia
| Variação demográfica do município entre 1861 e 2011                               |
|                                                                                   |
| Fonte: Istituto Nazionale di Statistica (ISTAT) - Elaboração gráfica da Wikipedia |